# Твестен, Карл
Карл Тве́стен (нем. Karl Twesten; 22 апреля 1820, Киль — 14 октября 1870, Берлин) — германский политический деятель, юрист и литературовед; сын богослова Августа Твестена.

## Биография
Юридическое образование получил в Берлинском и Гейдельбергском университетах. С 1855 года был судьёй в Берлине. В 1861 году опубликовал политический памфлет Was uns noch retten kann («Что нас может спасти»), написанный в духе тогдашних прусских прогрессистов; генерал Эдвин фон Мантейфель признал эту брошюру для себя оскорбительной, вызвал Твестена на дуэль и ранил его. В том же году Твестен основал Немецкую прогрессивную партию, от которой в 1862 году избрался в прусский ландтаг.
В парламенте он прославился как хороший оратор. С большой последовательностью он проводил в своих речах основную мысль своей партии — необходимость ослабить власть и силу короны. Для этой цели, по его мнению, нужно было свергнуть министерство Бисмарка — и речи Твестена были направлены против внешней политики Бисмарка, против союза с Россией при подавлении польского восстания. В действиях министерства Бисмарка Твестен видел «удивительный недостаток искусства и вдумчивости и незнание действительного положения дел в государстве». За свои нападки на правительство и особенно на суд он был подвергнут судебному и административному взысканию и подал в отставку, но почти сразу же получил от берлинского магистрата предложение поступить на службу по городскому управлению. После Австро-Прусской войны 1866 года, им поддержанной, примкнул к национал-либералам, которые стали поддерживать Бисмарка и его политику. В учредительном и первом рейхстагах Северогерманского союза, куда был избран в 1867 году, способствовал выработке основных положений нового государственного устройства. Вплоть до своей смерти представлял в парламенте 11-й избирательный округ Бреслау. Был похоронен в Берлине в семейном склепе.
Написал ряд работ о Шиллере и Маккиавелли и изданное Лацарусом сочинение «Die religiosen, politischen und socialen Ideen der asiatischen Kulturvölker u. der Aegypter» (Берлин, 1873).